# Saint-Ouen-la-Rouërie
Saint-Ouen-la-Rouërie är en kommun i departementet Ille-et-Vilaine i regionen Bretagne i nordvästra Frankrike. Kommunen ligger i kantonen Antrain som tillhör arrondissementet Fougères-Vitré. År 2018 hade Saint-Ouen-la-Rouërie 834 invånare.

## Befolkningsutveckling
Antalet invånare i kommunen Saint-Ouen-la-Rouërie
Referens:INSEE